# 霞美镇 (南安市)
霞美镇是中国福建省泉州市南安市下辖的一个镇。原名下尾。

## 行政区划
霞美镇共辖16个村委会，分别是：
山美村、霞美村、温山村、四黄村、邱钟村、埔当村、梧坑村、沃柄村、张坑村、长福村、四甲村、西山村、金山村、玉田村、杏埔村、仙河村。